# Lycaena ida
Lycaena ida är en fjärilsart som beskrevs av Grum-grshimailo 1891. Lycaena ida ingår i släktet Lycaena och familjen juvelvingar. Inga underarter finns listade i Catalogue of Life.